# Outta Sight, Outta Mind
Outta Sight, Outta Mind (2004) est le 2e album du groupe de rock néo-zélandais The Datsuns produit par l'ex Led Zeppelin John Paul Jones.
2 singles en ont été extraits en LP : "Blacken my thumb" et "Girls Best Friend".

## Liste des titres
Toutes les chansons par The Datsuns.
1. Blacken My Thumb – 2:46
2. That Sure Ain't Right – 2:54
3. Girls Best Friend – 2:49
4. Messin' Around – 3:39
5. Cherry Lane – 3:13
6. Get Up (Don't Fight It) – 2:28
7. Hong Kong Fury – 3:49
8. What I've Lost – 4:02
9. You Can't Find Me – 3:12
10. Don't Come Knocking – 3:05
11. Lucille – 3:15
12. I Got No Words – 5:20